# Spořilovští surrealisté
Spořilovští surrealisté je označení pro sdružení surrealistů, která vzniklo v roce 1943. Jejími členy byli básník Zbyněk Havlíček, literární teoretik Robert Kalivoda, básník Rudolf Altschul, František Jůzek a výtvarník Libor Fára. Za války začali spolupracovat s K. Teigem i dalšími surrealisty různých generací.